# Boghiu

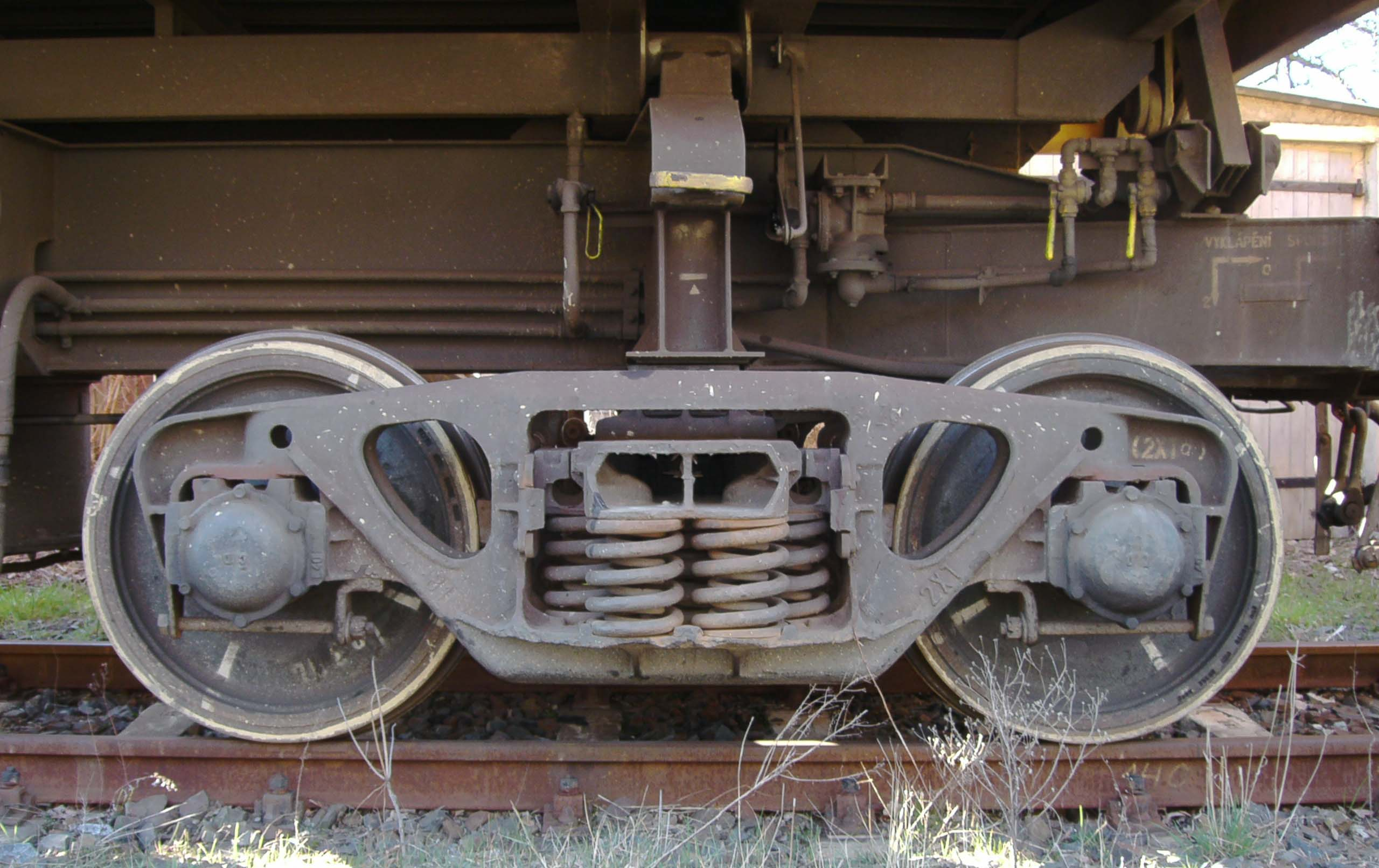
Boghiu de tip Diamond cu cutie de unsoare.

Un boghiu (din engleza britanică: bogie) sau truc (din engleza americană: truck) este un șasiu sau un cadru la care sunt montate roți și care se atașează unui vehicul, servind prin urmare drept subansamblu modular de axe și roți. Boghiurile au forme variate în funcție de modul de transport. Un boghiu poate rămâne atașat (precum în majoritatea cazurilor vagoanelor de tren sau remorcilor de camion) sau poate fi rapid detașat (precum în cazurile în care schimbarea boghiurilor e necesară din cauza ecartamentelor feroviare diferite pe care trebuie să circule un tren). Boghiurile pot conține o suspensie (este cazul majorității boghiurilor feroviare și rutiere) sau pot fi rigide și suspendate (este cazul majorității vehiculelor șenilate). Un boghiu poate fi montat pe un pivot, sistem folosit în mod tradițional la locomotive sau drezine, îmbinate suplimentar și retractabile, precum trenul de aterizare al avioanelor de linie, sau fixate pe poziție prin alte mijloace.

## Boghiuri pentru calea ferată
Un boghiu este o structură poziționată dedesubtul unui vehicul feroviar (vagon, automotor sau locomotivă), în care osiile (prin urmare și roțile) sunt atașate prin intermediul unor cuzineți. 
Prima cale ferată cu ecartament normal a Imperiului Britanic care a utilizat vagoane cu boghiuri în locul rigidelor osii montate a fost Midland Railway, în 1874.

### Scop
Boghiurile îndeplinesc mai multe scopuri:
- Sprijină corpul vehiculului feroviar;
- Asigură stabilitatea pe șine drepte sau în curbe;
- Îmbunătățesc calitatea călătoriei absorbind vibrațiile și reducând impactul forțelor centrifuge când trenul circulă la viteze mari prin curbe;
- Reduc generarea de neregularități și abraziuni ale șinelor;